# Nikolaj Dimitrov
Nikolaj Emilov Dimitrov (in bulgaro Николай Емилов Димитров?; traslitterazione anglosassone: Nikolay Dimitrov; Ruse, 15 ottobre 1987) è un ex calciatore bulgaro, di ruolo centrocampista.

## Carriera

### Club
Proveniente dalle sue giovanili, debutta con il Levski Sofia nella stagione 2004-2005. Nonostante lo volessero Arsenal, Osasuna e Steaua Bucarest il trasferimento non si concretizza, e Dimitrov resta al Levski Sofia.

### Nazionale
Durante la sua carriera ha ottenuto anche una presenza nella Nazionale bulgara.

## Palmarès

### Club

#### Competizioni nazionali
- Campionato bulgaro: 3

Levski Sofia: 2005-2006, 2006-2007, 2008-2009
- Coppa di Bulgaria: 2

Levski Sofia: 2004-2005, 2006-2007
- Supercoppa di Bulgaria: 3

Levski Sofia: 2005, 2007, 2009